# 何士循
何士循（？年—？年），字勉之，河南息县人。清末官员、诗人。

## 生平
光緒十六年（1890年）庚寅恩科三甲進士。同年五月，著交吏部掣签，分发各省以知县即用，官至浙江乐清县知县。何士循工诗，有《讠息庐诗钞》。《晚晴簃诗汇》收其诗作。